# Municipio de Knox (condado de Vinton)
El municipio de Knox (en inglés: Knox Township) es un municipio ubicado en el condado de Vinton en el estado estadounidense de Ohio. En el año 2010 tenía una población de 559 habitantes y una densidad poblacional de 8,61 personas por km².

## Geografía
El municipio de Knox se encuentra ubicado en las coordenadas 39°14′46″N 82°17′17″O / 39.24611, -82.28806. Según la Oficina del Censo de los Estados Unidos, el municipio tiene una superficie total de 64.95 km², de la cual 64,57 km² corresponden a tierra firme y (0,59 %) 0,38 km² es agua.

## Demografía
Según el censo de 2010, había 559 personas residiendo en el municipio de Knox. La densidad de población era de 8,61 hab./km². De los 559 habitantes, el municipio de Knox estaba compuesto por el 98,75 % blancos, el 0,54 % eran amerindios y el 0,72 % eran de una mezcla de razas. Del total de la población el 1,43 % eran hispanos o latinos de cualquier raza.